# Ctenophthalmus moratus
Ctenophthalmus moratus är en loppart som beskrevs av Jordan 1926. Ctenophthalmus moratus ingår i släktet Ctenophthalmus och familjen mullvadsloppor. Inga underarter finns listade i Catalogue of Life.